# ژوا ژنگ ون
ژوا ژنگ ون (انگلیسی: Quah Zheng Wen؛ زادهٔ ۲۹ سپتامبر ۱۹۹۶) ورزشکار ورزش شنا اهل سنگاپور است.
وی در مسابقات کشوری و بین‌المللی در مجموع برندهٔ ۲۶ مدال طلا، ۱۲ مدال نقره و ۶ مدال برنز شده‌است.